# لويس ينسن
لويس ينسن (بالدنماركية: Louis Jensen)‏ هو كاتب للأطفال ومهندس معماري وشاعر دنماركي، ولد في 19 يوليو 1943 في Nibe ‏ في الدنمارك.